# Chutneysauce
Chutneysauce er en jævn, brun skysauce, hvori der kommes chutney efter smag. Den kan gives til stegte kød- og fiskeretter.
| Mad og drikke | Spire Denne artikel om mad og drikke er en spire som bør udbygges. Du er velkommen til at hjælpe Wikipedia ved at udvide den. |